# Litorale Domitio
Il Litorale Domitio o Litorale Domizio è il tratto costiero della costa campana che, tendenzialmente, va da Capo Miseno fino alla foce del Garigliano, ricalcando in parte il percorso dell'antica via Domiziana, la quale partendo da Cuma arriva fino a Mondragone.

## Geografia

### Geografia fisica
Il litorale Domitio è suddiviso tra la città metropolitana di Napoli e la provincia di Caserta.
Le spiagge sono basse e sabbiose, rientrano nel tratto pianeggiante della pianura Campana.
Il litorale è condizionato dalle dinamiche del fiume Volturno e risulta compromesso da una forte pressione antropica che sfrutta il territorio attraverso intensa urbanizzazione, attività agricole e espansione turistica incontrollata, che ne ha profondamente modificato l’assetto morfologico ed il paesaggio naturale. Ad esempio, agli inizi del XX secolo l'ambiente naturale di numerose zone umide del litorale ha subito un processo di bonifica agraria.
Lungo la costa, oltre al fiume Volturno sfociano anche i Regi Lagni e il canale del bacino del lago di Patria. Rappresenta, inoltre, il punto di recapito anche di altri corsi d’acqua minori, quali il torrente Savone, il canale Agnena e l’alveo dei Camaldoli. Alcuni dei corsi d’acqua versano in condizioni di inquinamento a causa dell’immissione di reflui, civili ed industriali, e dell’abbandono incontrollato di rifiuti solidi.

### I comuni del litorale Domitio
I  comuni facenti parte del litorale Domitio sono 8, equamente suddivisi tra i territori provinciali di Napoli e Caserta.
Nell'area metropolitana di Napoli:
- Monte di Procida.
- Bacoli con le frazioni di Torregaveta e Miseno.
- Pozzuoli con la frazione di Cuma.
- Giugliano in Campania con le frazioni di Licola, Varcaturo e Lago Patria.

Nella Provincia di Caserta:
- Castel Volturno e le località di Ischitella Lido, Villaggio Coppola-Pinetamare, e Pineta Grande.
- Mondragone e le località di Pescopagano, Pineta Riviera.
- Sessa Aurunca con la frazione di Le Vagnole, le località di baia azzurra, baia felice, una parte della Baia Domizia e la foce del Garigliano.
- Cellole con la restante parte della Baia Domizia.

## Storia
La costa prende nome dall'antica via Domiziana, la più grande strada costruita per opera dell'imperatore romano Domiziano nel 95 d.C., per migliorare i collegamenti tra il porto di Puteoli, l'odierna Pozzuoli, e il resto dell'impero.
Lungo il litorale vi erano gli insediamenti Romani di Cumae, Liternum, Volturnum e Sinuessa. 
Sono presenti una serie di torri costiere che vennero implementate per proteggere il regno di Napoli, come la torre di Patria e la torre Sanseverino.

## Ambiente
Per preservare l'unicità dell'ambiente sono state costituite la riserva naturale Foce Volturno - Costa di Licola e il parco regionale dei Campi Flegrei.

## Galleria d'immagini

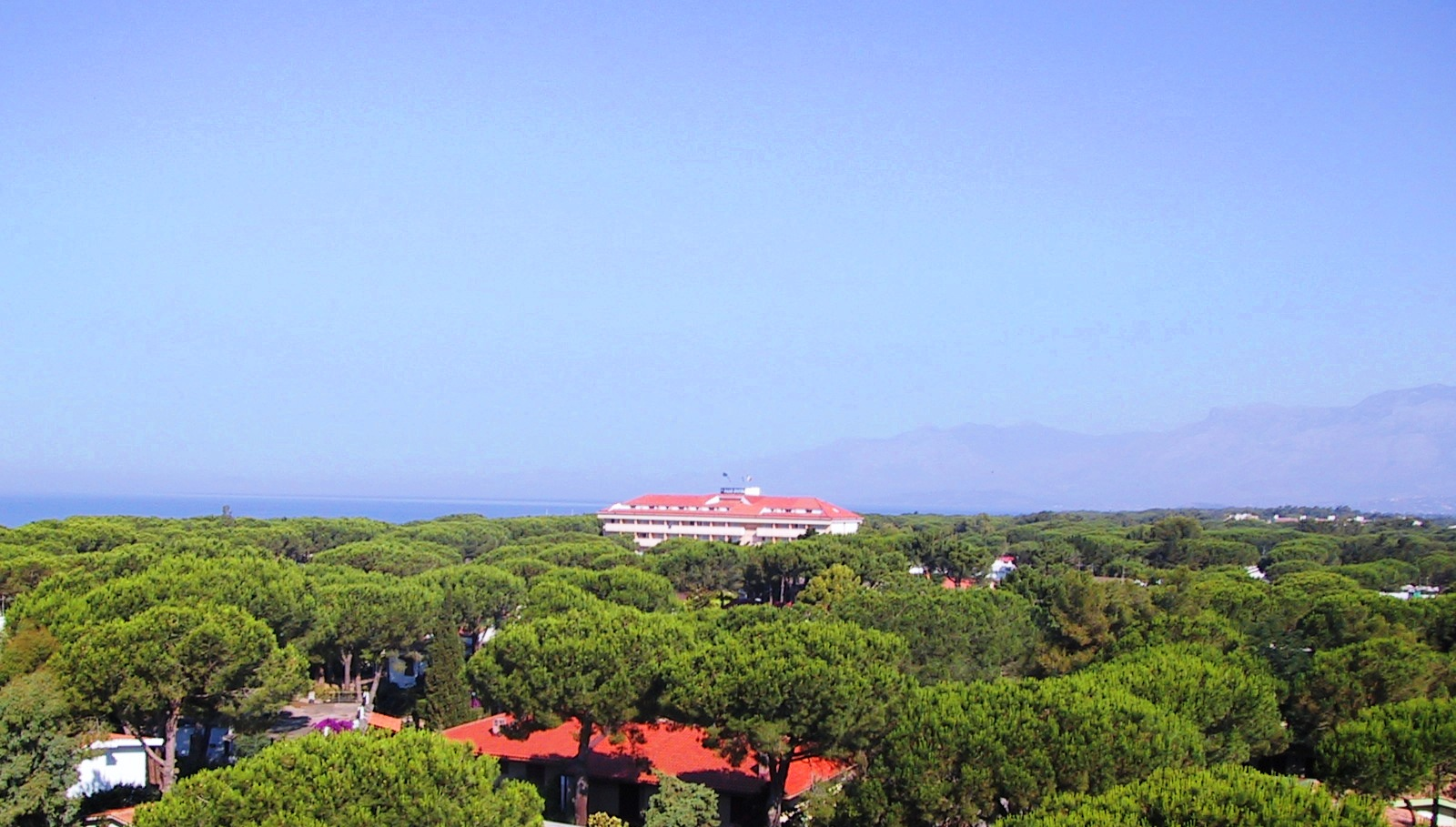
Baia Domizia
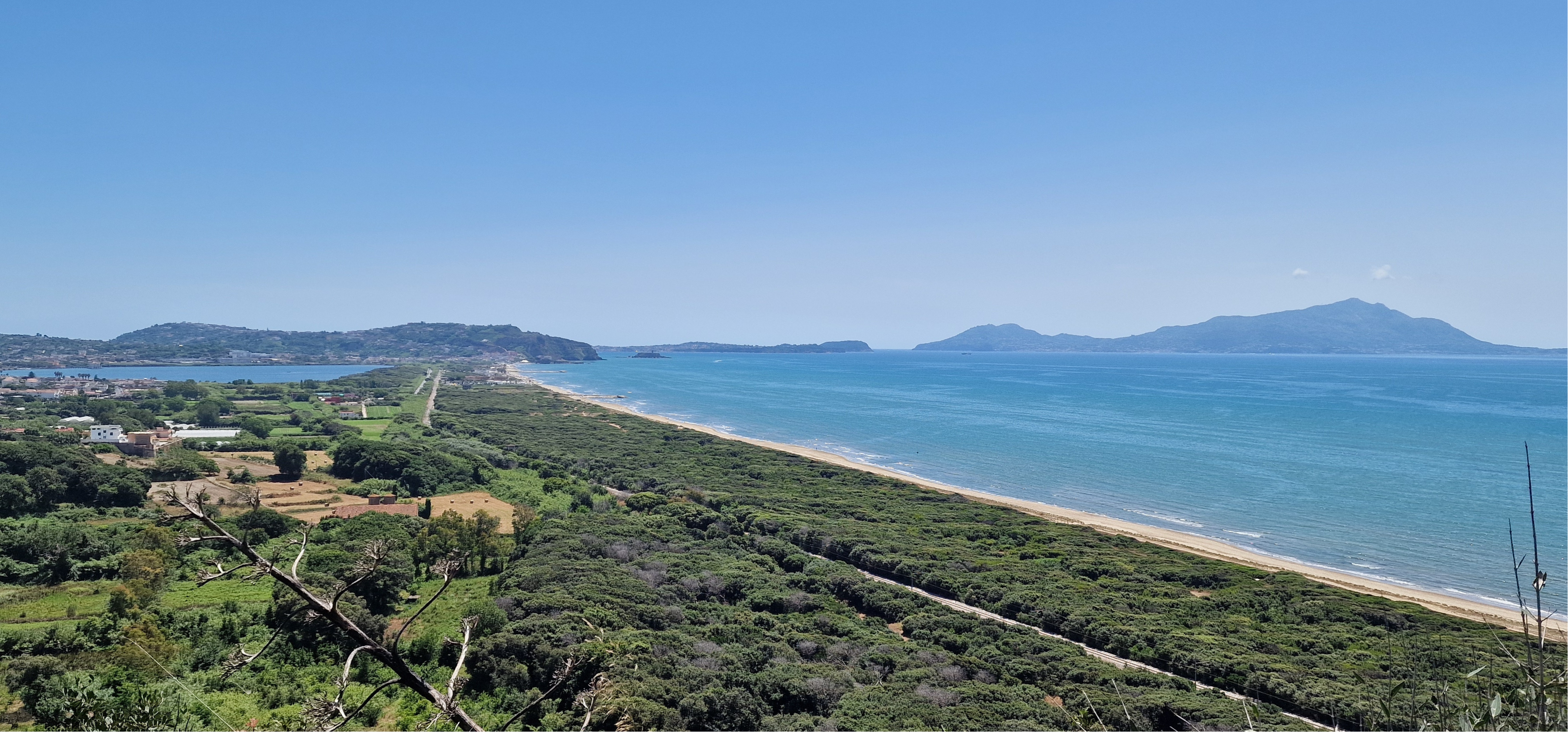
Foresta di Cuma
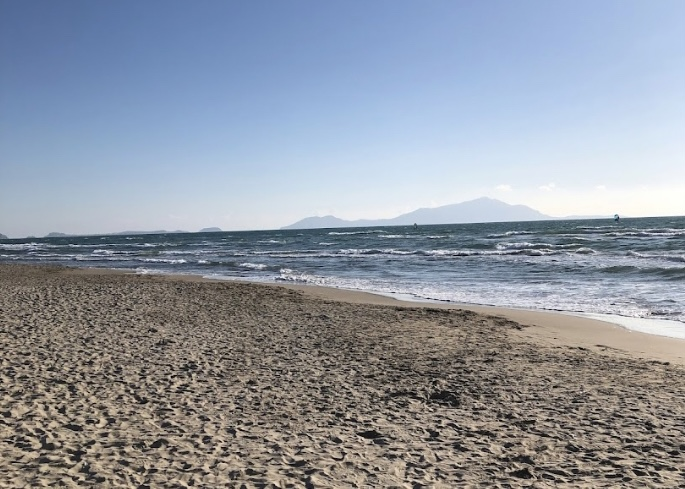
Spiaggia di Licola (Giugliano)